# 直交表

直交配列 OA(18, 7, 3, 2)（右）は、いかなる2列（青・赤）を取り出した部分配列（左）にも、行として3種類の要素の全ての順序対（2-組）つまり (1,1), (1,2), (1,3), (2,1), (2,2), (2,3), (3,1), (3,2), (3,3) がいずれも等しく2回ずつ現れる。（元ファイルを開くとアニメーションを見ることができます。）

組合せ数学やその応用分野において直交表（ちょっこうひょう）あるいは直交配列（ちょっこうはいれつ、英: orthogonal array）とは、どの t 列をとっても要素の t-組のとりうる全てが行として等しい回数ずつ現れる2次元配列である。
1940年代にC・R・ラオが導入して以来、実験計画法において大きな役割を担い続けているほか、誤り訂正符号やアダマール行列と密接な関連を持つなど、統計学、計算機科学、暗号理論において重要な概念である。

## 定義
要素の種類数が s の N × k 行列 A が強度(strength) t と指数(index) λ の k 因子(factors) s 水準(levels) N-実施(runs)直交配列であるとは、全ての N × t 部分配列において s 種類の要素の t-組の各々が行として λ 回ずつ含まれることであり、これを OA(N, k, s, t) で表す。特に λ = 1 であるとき、この直交配列は単指数性(index unity)を持つという。また、全ての行が異なるとき、単純(simple)であるという。
2つの直交配列の一方から他方を、行の置換、列の置換、因子ごとの水準の置換、を組み合わせて得ることができるとき、その2つの直交配列は同型(isomorphic)、特に行の置換だけで得られる場合は統計的に同等(statistically equivalent)であるという。

### 線型性と生成行列
単純直交配列 OA(N, k, s, t) の行全体が有限体 Fs 上の線型空間とみなせるとき、この直交配列は線型(linear)であるといい、その線型空間の次元 n を線型直交配列の次元(dimension)と呼び、その線型空間の基底を取り出して縦に結合した行列を生成行列(generator matrix)という。生成行列が与えられれば、その行空間によって統計的に同等な違いを除いて一意に直交配列を構成できるので、生成行列を用いることで線型直交配列を非常に短く表すことができる。
N × k 行列 A の行全体が Fs 上の線型空間をなすとき、A が直交配列であることは、任意の t 列が Fs 上線型独立であることと同値であり、特に、Fs 上線型独立な n 行からなり、任意の t 列が Fs 上線型独立な n × k 行列は直交配列 OA(sn, k, s, t) の生成行列となる。

## 直交計画
直交配列は、実験計画法において因子と水準の割り付け表に用いられる。
一般的な多元配置の実験では、一つの因子のみを変化させた条件で行うため、膨大な数の実験を行わなければならない。直交表で割り付けた実験は、複数の因子を変化させるが、どの因子・水準の組み合わせも同回数だけ実験するようにし、その因子の主効果を求められる。最小限の実験数に抑えられるという利点がある。
直交表を用いる実験は、交互作用に重きをおかず、主効果のみの実験を行う目的の場合に適する。